# Kavrakirovo
Kavrakirovo (în bulgară Кавракирово) este un sat în Obștina Petrici, Regiunea Blagoevgrad, Bulgaria.

## Demografie
Componența etnică a satului Kavrakirovo
     Romi (19,72%)
     Bulgari (68,68%)
     Nicio identificare (11,39%)
     Altele (0,19%)
La recensământul din 2011, populația satului Kavrakirovo era de 1.536 locuitori. Din punct de vedere etnic, majoritatea locuitorilor (68,68%) erau bulgari, cu o minoritate de romi (19,72%). Pentru 11,39% din locuitori nu este cunoscută apartenența etnică.